# Robin Getrost
Robin Getrost (* 1980) ist ein deutscher Drehbuchautor.

## Leben
Robin Getrost studierte zunächst Politik- und Theaterwissenschaft an der Ludwig-Maximilians-Universität in München. Im Anschluss absolvierte er von 2010 bis 2014 in Berlin den Drehbuch-Studiengang der renommierten Deutschen Film- und Fernsehakademie (dffb).
Getrost ist vor allem für seine Drehbücher für Kinder- und Jugendfilme bekannt, darunter die Märchenverfilmungen Der Froschkönig und Dornröschen, die im Rahmen der Filmreihen Sechs auf einen Streich und Acht auf einen Streich im Weihnachtsprogramm des Ersten Deutschen Fernsehens ausgestrahlt wurden.
Sein Kinodebüt gab Getrost 2009 mit der Jugendkomödie Summertime Blues, einer Verfilmung des gleichnamigen Romans der britischen Autorin Julia Clarke. Zwei Jahre später kam die Kinderbuchverfilmung Als der Weihnachtsmann vom Himmel fiel in die deutschen Kinos. Die literarische Vorlage stammt von Cornelia Funke. Der Film erhielt, wie zuvor auch Summertime Blues, von der Deutschen Film- und Medienbewertung das Prädikat „wertvoll“.

## Filmografie
- 2008: Der Froschkönig (Regie: Franziska Buch)
- 2009: Dornröschen (Regie: Oliver Dieckmann)
- 2009: Summertime Blues (Regie: Marie Reich)
- 2010: Krimi.de – Netzangriff (Regie: Marco Petry)
- 2011: Als der Weihnachtsmann vom Himmel fiel (Regie: Oliver Dieckmann)
- 2012: Unter Mietern (Kurzfilm; Regie: Moritz Laube)
- 2022: Sachertorte (Regie: Christine Rogoll)